# Фонтане-Цуране-Грезине (Бреша)
Фонтане-Цуране-Грезине је насеље у Италији у округу Бреша, региону Ломбардија.
Према процени из 2011. у насељу је живело 4806 становника. Насеље се налази на надморској висини од 218 м.